# Добрила, Юрай

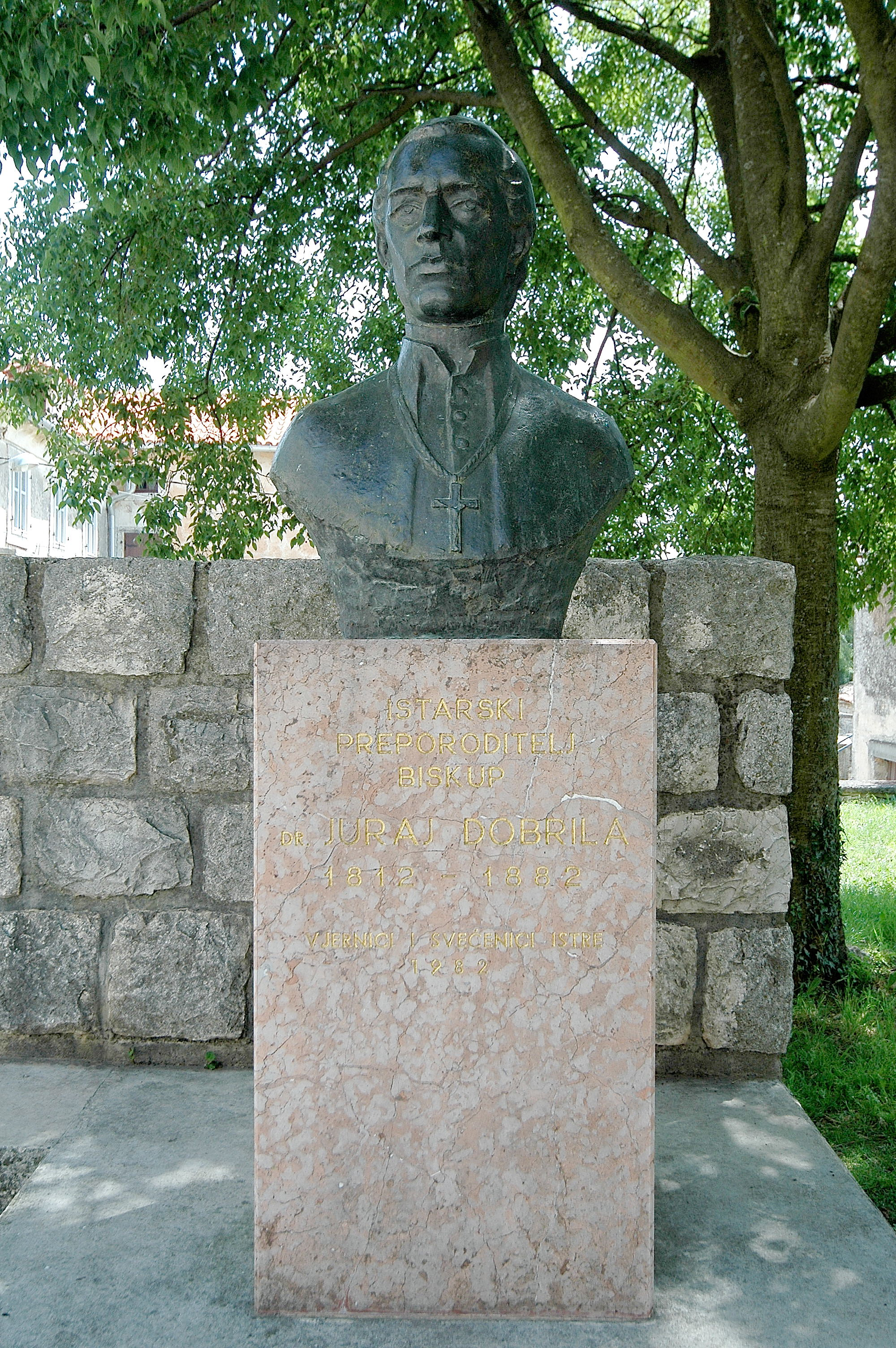
Памятник Юраю Добриле в Тиняне

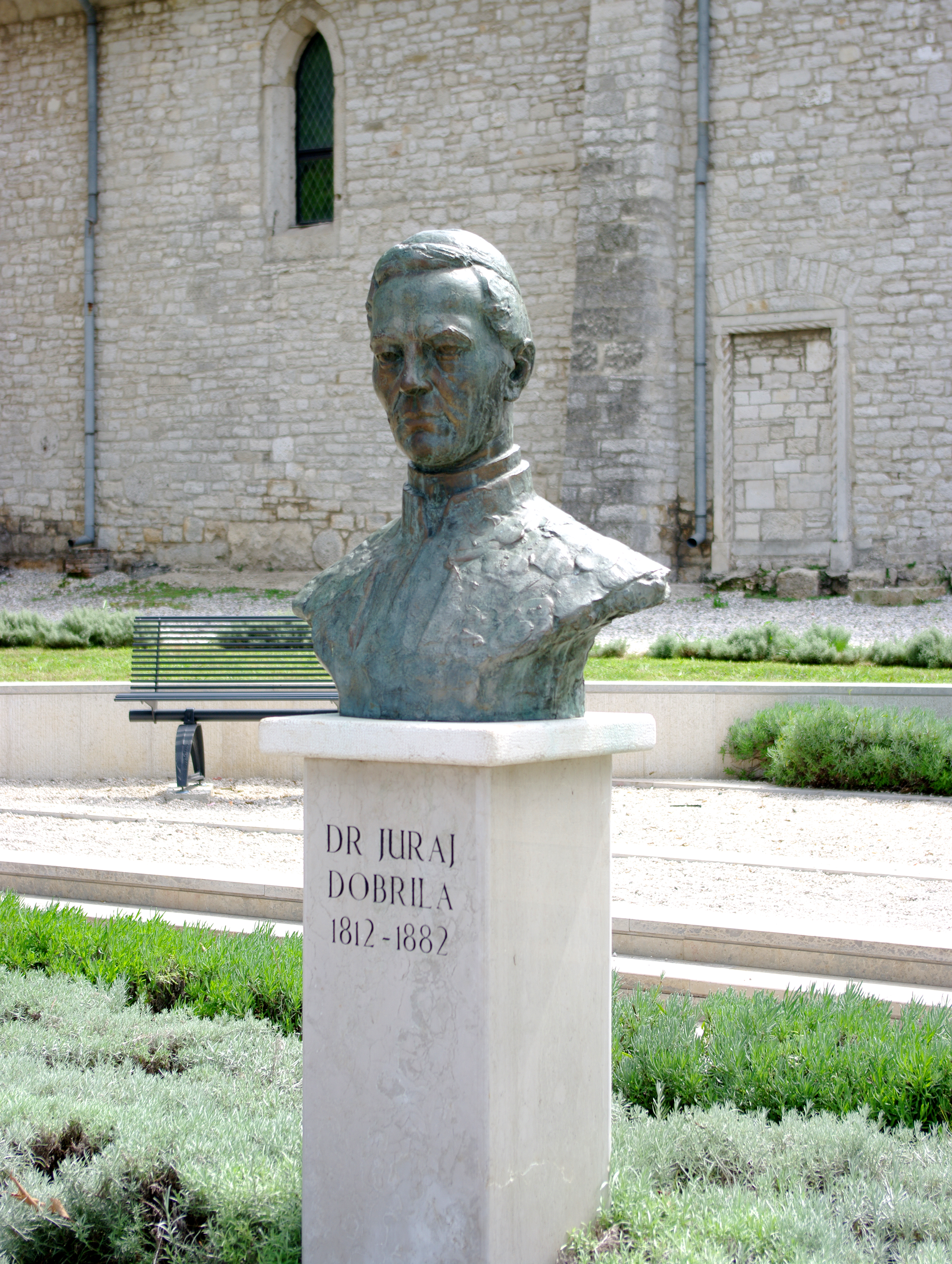
Бюст Юрая Добрилы в Пуле

Юрай Добрила (хорв. Juraj Dobrila; 6 апреля 1812, Вели-Ежень, — 13 января 1882, Триест) — хорватский епископ, издатель и благотворитель.

## Биография
Благодаря незаурядным способностям поступил в немецкую начальную школу в Тиняне и Пазине, затем в гимназию в Гориции и Карловаце, где он поступил в семинарию. Был рукоположён в 1837 году. В 1837—38 годах служил в Мунами и в Хрушичиме. В 1839—42 годах изучал богословие в Вене; после обучения стал священником в Триесте и директором женской школы.
С 1857 по 1875 год был епископом поречским и пулским, а с 1875 года до самой смерти — епископом триестским и коперским.
Однокашником и другом Добрилы был Йосип Юрай Штроссмайер, известнейший хорватский епископ и благотворитель XIX века. Добрила активно выступал за права проживающих в Истрии хорватов и словенцев.

## Общественная деятельность
Во время революций 1848 года стал членом «Славянского общества» в Триесте. Высказывался за употребление славянских языков в школах и в общественной жизни, финансирование образования детей в хорватской части Истрии (Риеке и Каставе), и призывал хорватских и словенских крестьян, живущих в Истрии, к чтению книг на родном языке — в противовес политике Италии по ассимиляции этих народов.
В 1854 году напечатал на хорватском языке сборник молитв «Отче, да будет воля твоя» и поддержал издание в 1870 году первой хорватской газеты «Наше слоге». Также выпустил сборник народных сказок и поговорок «Разные цвета». В 1889 году выпустил второй сборник молитв «Молодой боголюб».
Был членом поречского городского совета с момента его создания в 1861 году, а с 1867 года был депутатом от Пореча в австрийском парламенте. Кроме того, участвовал в Первом Ватиканском соборе, где поддержал выступление Штроссмайера о будущем церкви.
Завещал всё своё имущество на благотворительные цели. Изображен на банкноте в 10 кун. Его именем названы Университет Пулы и средняя школа в Пазине.